# Luigi Arrigoni
Luigi Arrigoni (Morimondo, 2 giugno 1890 – Lima, 5 luglio 1948) è stato un arcivescovo cattolico italiano.

## Biografia
Luigi Arrigoni era figlio di Giovanni e nacque il 2 giugno 1890 alla cascina Ticinello, nel territorio di Morimondo, città ove ebbe modo tra l'altro di frequentare le scuole elementari.
Laureatosi in giurisprudenza, lasciò l'attività forense a 28 anni per intraprendere gli studi teologici e dedicarsi alla vita ecclesiastica, venendo ordinato sacerdote nel 1922 ed esercitando i primi anni il ruolo di parroco. Destinato per doti personali alla carriera diplomatica, lavorò presso le segreterie delle nunziature apostoliche di Vienna, Bucarest e Bruxelles, venendo costretto a lasciare il Belgio nel 1940 a causa dell'occupazione tedesca. Da quel momento decise di trasferirsi a Roma ove insegnò all'Accademia Pontificia.
Qui rimase sino al 1946 quando venne promosso alla carica di arcivescovo titolare e destinato all'incarico di nunzio apostolico in Perù.
Morì a Lima il 5 luglio 1948; le sue spoglie sono a tutt'oggi inumate nella basilica cattedrale di Lima.

## Genealogia episcopale
La genealogia episcopale è:
- Cardinale Scipione Rebiba
- Cardinale Giulio Antonio Santori
- Cardinale Girolamo Bernerio, O.P.
- Arcivescovo Galeazzo Sanvitale
- Cardinale Ludovico Ludovisi
- Cardinale Luigi Caetani
- Cardinale Ulderico Carpegna
- Cardinale Paluzzo Paluzzi Altieri degli Albertoni
- Papa Benedetto XIII
- Papa Benedetto XIV
- Papa Clemente XIII
- Cardinale Marcantonio Colonna
- Cardinale Giacinto Sigismondo Gerdil, B.
- Cardinale Giulio Maria della Somaglia
- Cardinale Carlo Odescalchi, S.I.
- Vescovo Eugène de Mazenod, O.M.I.
- Cardinale Joseph Hippolyte Guibert, O.M.I.
- Cardinale François-Marie-Benjamin Richard de la Vergne
- Cardinale Pietro Gasparri
- Cardinale Clemente Micara
- Arcivescovo Luigi Arrigoni